# Le Temple de la Nuit profané
Le Temple de la Nuit profané est un recueil de textes écrits par l'association de femmes écrivaines du Bénin afin de lutter contre les violences faites aux femmes. Le livre a été lancé le jeudi 26 janvier 2017 à l’espace Blue Zone à Cotonou, au Bénin.

## Composition
Le Temple de la Nuit profané est un ouvrage pédagogique de 206 pages. Il présente treize récits issus des faits réels, dans le but d'éduquer et de sensibiliser contre les violences faites aux femmes en Afrique en général et celles subies par les femmes béninoises en particulier. L'œuvre est parue aux éditions Star Edition grâce à six femmes écrivaines à travers l’association des femmes écrivaines du Bénin,,.

## Historique
En mai 2014, les écrivaines Lhys Dègla, Adélaïde Fassinou Alagbada, Carmen Toudonou, Barbara Akplogan, Bernadette Gayon et Anna Koty, créent l'association des femmes écrivaines du Bénin, appelée Plumes amazones pour lutter contre les fléaux dont les femmes sont victimes,. Elles rassemblent alors, 13 récits provenant de faits réels sous un ouvrage à caractère pédagogique. Il est composé des titres suivants : Sept Jours et Sept Nuits, Excisée par amour, …Jusqu’à quand…? Jusque donc à quand….?, Le chemin nous conduit où nous voulons à condition de marcher, Le Coup fatal, Le Revers de la médaille, Le Temple de la Nuit profané, L’Envol de la pâte fumante, Le Cauchemar éveillé, Un dîner pas comme les autres, Zita et le Harcèlement sexuel, Déficience et Malala, petit ange lumineux d’orient.
L'ouvrage est lancé au BlueZone de Cotonou, le 26 janvier 2017, sous Star Editions,.

### Origine du titre
La lettre majuscule sur le mot Nuit est une métaphore de la nuit en référence à une femme âgée de 80 ans victime dans le village.